# Hermanniella robusta
Hermanniella robusta är en kvalsterart som beskrevs av Ewing 1918. Hermanniella robusta ingår i släktet Hermanniella och familjen Hermanniellidae. Inga underarter finns listade i Catalogue of Life.